# Julián Sanz Pascual
Julián Sanz Pascual (Turégano, Segovia. 1929 - Madrid. 27 de octubre de 2020). Fue un filósofo, ensayista y novelista español.

## Biografía
Licenciado en Filosofía y Letras y profesor de Filosofía, ha publicado numerosos artículos y ensayos especialmente sobre filosofía del lenguaje y de la ciencia, también de la religión. Ponente en numerosos congresos y conferenciante. Considerado una autoridad en la obra del filósofo español Jaime Balmes. Ha recibido premios y reconocimientos múltiples. En Estados Unidos, el Círculo de Poetas y Escritores de Nueva York (CEPI), le concedió el segundo premio de ensayo 1973 por su artículo La unicidad, donde preconiza que el verdadero valor estético de la obra de arte está en su unidad, en el todo que representa. En 1966 la segunda cadena de Televisión Española (TVE), llevó a la pantalla uno de sus guiones Arriba ese muerto, dirigido y realizado por José Carlos Garrido. “Encontramos en la filosofía de Julián Sanz Pascual un encontronazo con el pensamiento Hegeliano, responsable del divorcio de la filosofía y las ciencias. Julián Sanz Pascual preconiza volver a los orígenes de la filosofía griega. Hoy no deberían existir diferencias entre un físico teórico y un filósofo, acaso lo mismo y en búsqueda de las mismas respuestas”. “La intuición, la crítica a un racionalismo exacerbado definen el pensamiento de Sanz Pascual” como señala Enrique Miret Magdalena en el prólogo a su libro Jesús de Nazaret: el mito y la sombra.

## Obras

### Ensayos
- Teorema de los cuatro cubos y ecuación del espacio real.[6]
- Primer discurso de ilógica.[7]
- El hombre informático (Una cultura de la comunicación), Finalista del Premio FUNDESCO 1992.[8]
- Jesús de Nazaret: el mito y la sombra (Lo que realmente dicen los textos)[9]
- La cuarta dimensión, una alternativa al teorema de Fermat (Nueva filosofía de las matemáticas)[10]
- Dios está de vacaciones (Una teología no confesional)[11]
- Balmes, un pensador de hoy (Una filosofía de la objetividad)[12]
- La escritura y la lectura, la letra y la música (Física y metafísica del lenguaje)[13]
- La cuarta dimensión, la ciencia del espacio y del tiempo (Matemáticas para todos)[14]
- ¿La vida es de verdad?[15]
- Una saludable laicidad.[16]
- La corrupción necesaria.[17]
- Una lógica dinámica (El nuevo arte de pensar).[18]
- Una cultura de la verdad.[19]

### Novelas y relatos
- Los papeles rotos de la vida.[20]
- Los hijos del silencio. Niños del 36.[21]
- Mis elegidos (Memorias de Margarita Guzmán del Alberche)[22]
- El ojo de la rana (relatos)[23]
- Payasos de bronce.[24]

### Artículos
Destacan entre otros:
- En la revista Encuentros Multidisciplinares: “Relaciones entre las ciencias y las letras: algunas reflexiones desde la filosofía” (Vol.4, nº11, 2002. Págs.: 11-21); “Algunas reflexiones en torno a una Teología no confesional” (Vol.8, nº24, 2006. Págs.: 52-55); “El Bosón de Higgs o la partícula de Dios: Entre el hito investigador y la quimera” (Vol.15, nº44, 2013. Págs.: 66-73)
- En la revista Diálogo Filosófico: “Dificultades para una traducción automática: el no-signo” (n.º 5, 1986. Págs.: 148-156); “¿Es posible la inteligencia artificial?” (nº10, 1988. Págs.: 56-71)
- En Cuadernos Cervantes de la Lengua Española: “El dinamismo de las palabras: algunas reflexiones desde la Filosofía” (Año n.º 8, nº39, 2002. Págs.: 18-25)